# Peter Šuhel (informatik)
Peter Šuhel, slovenski informatik, * 14. oktober 1984. 
Med letoma 2020 in 2022 je bil vodja kabineta predsednika Vlade Republike Slovenije. Pred tem je deloval kot v vodja poslanske pisarne evropskega poslanca Milana Zvera v Ljubljani ter bil od septembra 2013 mednarodni sekretar Slovenske demokratske stranke (SDS).

## Življenjepis
Študiral je na Fakulteti za organizacijske vede Univerze v Mariboru, kjer je leta 2013 pridobil naziv magister organizator informatik. Leta 2012 se je zaposlil kot vodja poslanske pisarne evropskega poslanca Milana Zvera v Ljubljani ter bil od septembra 2013 mednarodni sekretar Slovenske demokratske stranke (SDS). Od leta 2014 je vodil Zverovo bruseljsko pisarno evropskega poslanca. 
Ob nastopu 14. vlade Republike Slovenije pod vodstvom Janeza Janše, je bil imenovan za vodjo kabineta predsednika vlade.
Poleg materne slovenščine aktivno govori še angleško in pasivno francosko.